# San Esteban de Pravia
San Esteban de Pravia ist eines von 2 Parroquias und gleichzeitig ein Ort in der Gemeinde Muros de Nalón der autonomen Region Asturien in Spanien.

## Geographie
San Esteban de Pravia hat 614 Einwohner (2011) auf einer Fläche von 2,31 km². Es liegt auf Null bis 113 m Höhe über dem Meeresspiegel. Das zwei Kilometer entfernt gelegene Muros de Nalon ist der nächste größere Ort und zudem Verwaltungssitz der Gemeinde.

## Wirtschaft
Der an der Mündung des Rio Nalon gelegene alte Hochseehafen wird heute überwiegend durch einige wenige Fischerboote und Freizeitkapitäne benutzt. Die letzte Werft von San Esteban de Pravia hat sich in Nordspanien einen Namen bei der Produktion von Sportbooten und Jachten gemacht.

## Sehenswertes
- der restaurierte alte Hafen mit seinen Kaffees und Bars
- historische Kirche im Ortsteil Inclan[1]
- Im Hafen liegt ein alter Hochseeschlepper vor Anker, dem man fälschlicherweise nachsagte, aus derselben Werft wie die Titanic zu stammen. Diese Legende ist inzwischen widerlegt, was den Schlepper jedoch nach wie vor zu einem sehenswerten Relikt aus alter Zeit macht.